# Reichsstraße 130
Die Reichsstraße 130 (R 130) war bis 1945 eine Staatsstraße des Deutschen Reichs. Sie führte von Danzig (polnisch Gdańsk) aus in südöstliche Richtung über Elbing (Elbląg) bis nach Allenstein (Olsztyn) in Ostpreußen. In Elbing bestand Anschluss an die Reichsstraße 1 (Aachen – Berlin – Königsberg (Preußen) – Eydtkuhnen), als deren Zubringer die R 130 wichtig war. In Danzig sorgte sie außerdem für den Anschluss an die Reichsstraße 2. Die Gesamtlänge der R 130 betrug 169 Kilometer.
Heute führen zwei polnische Landesstraßen entlang der alten Trasse der R 130: die Droga krajowa 7 (DK 7) (auch Europastraße 77) bis Olsztynek (Hohenstein) und von dort die Droga krajowa 51 (DK 51). Sie verbinden die Woiwodschaft Pommern mit der Woiwodschaft Ermland-Masuren.

## Straßenverlauf der R130
/  (Heutige Droga krajowa 7 und Europastraße 77):
Provinz Westpreußen / Danzig (heute: Woiwodschaft Pommern):
Stadtkreis Danzig (heutiger Grodzki Gdańsk):
- Danzig (Gdańsk) (Anschluss: R 2)

Landkreis Danziger Niederung (heute Powiat Gdański):
- Gottswalde (Koszwały)
- Käsemark (Kiezmark)

~ Weichsel (Wisła) ~
Landkreis Großes Werder (heute Powiat Nowodworski):
- Tiegenhof (Nowy Dwór Gdańsk) (Anschluss: R 129)
- Einlage (Jazowa)

~ Nogat ~
Provinz Ostpreußen (heute Woiwodschaft Ermland-Masuren):
- Elbing (Elbląg) (Anschluss: R 1)

Landkreis Preußisch Holland (heute Powiat Elbląski):
- Preußisch Holland (Pasłęk) (Anschluss: R 133)

- Grünhagen (Zielonka Pasłęcka)

Landkreis Mohrungen:
- Mahrau (Marzewo)
- Maldeuten (Małdyty) (Anschluss: R 126)
- Plenkitten (Plękity)

(heutiger Powiat Ostródzki):
- Wodigehnen (Wodziany)
- Groß Sauerken (Surzyki Wielkie)
- Nickelshagen (Liksajny)

früherer Landkreis Osterode in Ostpreußen
- Charlottenhof (Wólka Majdańska)
- Liebemühl (Miłomłyn)
- Osterode (Ostpreußen) (Ostróda) (Anschluss: Reichsstraßen R 78 und R 127)
- Bergheim (Górka)
- Hirschberg-Mühle (Idzbarski Młyn)
- (Groß) Gröben (Grabin)
- Schildeck (Szyldak)
- Reichenau (Rychnowo)

(heutiger Powiat Olsztyński (Kreis Allenstein)):
- Sauden (Sudwa)
- Hohenstein (Olsztynek) (Anschluss: R 389)

Landkreis Allenstein:
- Grieslienen (Gryźliny)
- Honigswalde, bis 1908: Mniodowko (Miodówko)
- Stabigotten (Stawiguda)
- Darethen (Dorotowo)
- Allenstein (Olsztyn) (Anschluss: Reichsstraßen R 127, R 133 und R 134)